# Taphiassa punctigera
Taphiassa punctigera är en spindelart som beskrevs av Simon 1895. Taphiassa punctigera ingår i släktet Taphiassa och familjen Mysmenidae.
Artens utbredningsområde är Sri Lanka. Inga underarter finns listade i Catalogue of Life.